# 宜野湾市立普天間中学校
宜野湾市立普天間中学校（ぎのわんしりつ ふてんまちゅうがっこう）は、沖縄県宜野湾市新城二丁目にある市立中学校。

## 沿革
- 1948年（昭和23年）
  - 4月1日 -宜野湾中学校設立認可[2][3]
  - 10月26日 - 宜野湾小学校が分離し、校名を野嵩中学校に変更[2][3]
- 1957年（昭和32年）2月1日 - 校名を普天間中学校に変更[2][3]
- 1960年（昭和35年）8月 - 現在地の喜友名後原（クシバル）に移転[2][3]
- 1997年（平成9年）11月 - 創立50周年記念式典[3]
- 2008年（平成20年）4月 - 2学期制導入[3]
- 2014年（平成26年）4月 - 3学期制へ移行[3]

## 教育目標
以下の通り。
- 学ぶ意欲に充ち、自らの良さを伸ばす生徒
- 思いやりの心を持ち、自他を尊重する生徒
- 心身ともに健康で、たくましい生徒

## 通学区域
宜野湾市立普天間小学校及び宜野湾市立普天間第二小学校の通学区域

## 著名な出身者
- 佐村・トラヴィス・幹久（元プロ野球選手）

ryuchell